# Lavernat
Lavernat és un municipi francès situat al departament del Sarthe i a la regió de País del Loira. L'any 2007 tenia 616 habitants.

## Demografia

### Població
El 2007 la població de fet de Lavernat era de 616 persones. Hi havia 231 famílies de les quals 50 eren unipersonals (25 homes vivint sols i 25 dones vivint soles), 84 parelles sense fills, 84 parelles amb fills i 13 famílies monoparentals amb fills.
La població ha evolucionat segons el següent gràfic:
Habitants censats

### Habitatges
El 2007 hi havia 313 habitatges, 232 eren l'habitatge principal de la família, 56 eren segones residències i 24 estaven desocupats. 295 eren cases i 7 eren apartaments. Dels 232 habitatges principals, 187 estaven ocupats pels seus propietaris, 39 estaven llogats i ocupats pels llogaters i 6 estaven cedits a títol gratuït; 4 tenien una cambra, 19 en tenien dues, 42 en tenien tres, 64 en tenien quatre i 102 en tenien cinc o més. 165 habitatges disposaven pel capbaix d'una plaça de pàrquing. A 95 habitatges hi havia un automòbil i a 115 n'hi havia dos o més.

### Piràmide de població
La piràmide de població per edats i sexe el 2009 era:
| Homes | Edats   | Dones |
| ----- | ------- | ----- |
| 0     | 95 o +  | 0     |
| 4     | 90 a 94 | 0     |
| 4     | 85 a 89 | 4     |
| 4     | 80 a 84 | 4     |
| 4     | 75 a 79 | 4     |
| 16    | 70 a 74 | 8     |
| 16    | 65 a 69 | 12    |
| 12    | 60 a 64 | 16    |
| 4     | 55 a 59 | 16    |
| 32    | 50 a 54 | 8     |
| 8     | 45 a 49 | 20    |
| 28    | 40 a 44 | 16    |
| 28    | 35 a 39 | 16    |
| 0     | 30 a 34 | 20    |
| 8     | 25 a 29 | 4     |
| 4     | 20 a 24 | 8     |
| 8     | 15 a 19 | 8     |
| 12    | 10 a 14 | 24    |
| 12    | 5 a 9   | 24    |
| 8     | 0 a 4   | 12    |

## Economia
El 2007 la població en edat de treballar era de 401 persones, 290 eren actives i 111 eren inactives. De les 290 persones actives 255 estaven ocupades (138 homes i 117 dones) i 35 estaven aturades (16 homes i 19 dones). De les 111 persones inactives 39 estaven jubilades, 40 estaven estudiant i 32 estaven classificades com a «altres inactius».

### Ingressos
El 2009 a Lavernat hi havia 230 unitats fiscals que integraven 598 persones, la mediana anual d'ingressos fiscals per persona era de 14.797,5 €.

### Activitats econòmiques
Dels 14 establiments que hi havia el 2007, 1 era d'una empresa de fabricació de material elèctric, 1 d'una empresa de construcció, 4 d'empreses de comerç i reparació d'automòbils, 2 d'empreses d'hostatgeria i restauració, 1 d'una empresa immobiliària, 2 d'empreses de serveis, 1 d'una entitat de l'administració pública i 2 d'empreses classificades com a «altres activitats de serveis».
L'únic servei als particulars que hi havia el 2009 era un guixaire pintor.
L'únic establiment comercial que hi havia el 2009 era una botiga d'equipament de la llar.
L'any 2000 a Lavernat hi havia 24 explotacions agrícoles que ocupaven un total de 385 hectàrees.

## Poblacions més properes
El següent diagrama mostra les poblacions més properes.